# Lys og varme
Lys og varme är en visa, ursprungligen skriven 1984 av norrmannen Åge Aleksandersen i norskspråkig version. Först sjöng Åge Aleksandersen in sången själv, och låten blev en landsplåga i Norge. Sången handlar om solen och om kärlek. Sången finns även i svenskspråkig version, med text av Benny Borg, och orden är nästan desamma.

## Dansbandslåt i Sverige
I Sverige tog dansbanden snabbt upp låten på sin repertoar, och 1986 spelades sången in i den svenskspråkiga versionen, "Ljus och värme", av de svenska dansbanden Matz Bladhs  och Vikingarna . 
I Dansbandskampen 2008 framfördes låten av Wahlströms, och deras tolkning togs med på dansbandskampens officiella samlingsalbum .
Även cover/humor/dansbandshårdrockarna Black Ingvars har gjort en version av "Ljus och värme" (som den heter på svenska).

## Andra tolkningar
2001 spelade den norska sångerskan Elisabeth Andreassen in sången i norskspråkig version på sitt album Kjærlighetsviser  och den versionen finns också på samlingsalbumet Vem é dé du vill ha från 2002 av Kikki, Bettan & Lotta (solo av Elisabeth Andreassen) . Den svenska hårdrocksgruppen Black Ingvars spelade in sången i svenskspråkig version på sitt album Earcandy Five från 1995 . 2007 spelade Roland Cedermark in en instrumental version på sitt dragspel .
Visan har också spelats in av Nick Borgen.

### Fotnoter
1. ↑  Information i Svensk mediedatabas.
2. ↑  Information i Svensk mediedatabas.
3. ↑  Information i Svensk mediedatabas.
4. ↑  Andreassen Fansite - Diskografi
5. ↑  Information i Svensk mediedatabas.
6. ↑  Information i Svensk mediedatabas.
7. ↑  Information i Svensk mediedatabas.